# Runar Tafjord
Runar Tafjord, född 4 december 1957 i Langevåg, är norsk valthornist. Han är mest känd via det norska brassbandet Brazz Brothers där även hans äldre bror Stein Erik Tafjord spelar tuba.
Tafjord är utbildad vid Norges Musikhögskola i Oslo, Norge. Han har i flera år spelat i skandinaviska symforkestrar som Oslo filharmoniska orkester, Den Norske Operas Orkester, Bergen filharmoniska orkester och Göteborg filharmoniska orkester. Han är också en aktiv soloartist och studiomusiker och är en av de få skandinaviska valthornister som spelar jazz. Dessutom är han en eftertraktad dirigent och intstruktör för brassensembler.